# Anthaxia hypsibata
Anthaxia hypsibata es una especie de escarabajo del género Anthaxia, familia Buprestidae. Fue descrita científicamente por Obenberger en 1924.